# 1997 à Paris
 Chronologie de l'histoire de Paris
- 1993
- 1994
- 1995
- 1996
- 1997
- 1998
- 1999
- 2000
- 2001

Cette page concerne l'année 1997 du calendrier grégorien.

## Chronologie

### Janvier 1997
- x

### Février 1997
- x

### Mars 1997
- 27 mars : La première rame de métro sur pneus MP 89 CC est mise en circulation sur la ligne 1 du métro

### Avril 1997
- x

### Mai 1997
- x

### Juin 1997
- x

### Juillet 1997
- 2 juillet : mise en service de la ligne 2 du tramway d'Île-de-France, le lendemain de son inauguration

### Août 1997
- 31 août  Mort de Diana Spencer

### Septembre 1997
- x

### Octobre 1997
- x

### Novembre 1997
- x

### Décembre 1997
- x

## Décès en 1997
- Diana Spencer (Princesse de Galles)